# Ла-Еска (муниципалитет)
Ла-Еска (исп. La Yesca) — муниципалитет в Мексике, штат Наярит, с административным центром в одноимённом посёлке. Численность населения, по данным переписи 2010 года, составила 13 600 человек.

## Общие сведения
Название Yesca в переводе с испанского языка — «трутовик», распространённый в муниципалитете.
Площадь муниципалитета равна 4317 км², что составляет 15,4 % от территории штата. Он граничит с другими муниципалитетами Наярита: на юге с Истлан-дель-Рио, на юго-западе с Халой, на западе с Санта-Мария-дель-Оро, на северо-западе с Дель-Наяром, а на востоке и юге Ла-Еска граничит с другим штатом Мексики — Халиско.

## Учреждение и состав
Муниципалитет был образован в 1918 году. В состав муниципалитета входит 377 населённых пунктов, самые крупные из которых:
| код INEGI | Населённый пункт                             | Численность населения (2005 год) | Численность населения (2010 год) |
| 019       | Всего                                        | 12 025                           | 13 600                           |
| 0167      | Пуэнте-де-Камотлан (исп. Puente de Camotlán) | 2 122                            | 2 255                            |
| 0073      | Гуадалупе-Окотан (исп. Guadalupe Ocotán)     | 885                              | 1 051                            |
| 0085      | Уахимик (исп. Huajimic)                      | 698                              | 1 028                            |
| 0687      | Меса-дель-Тирадор (исп. Mesa del Tirador)    | 384                              | 767                              |
| 0017      | Апосолько (исп. Apozolco)                    | 479                              | 680                              |
| 0001      | Ла-Еска (административный центр)             | 508                              | 534                              |